# Det magiska ljuset
Det magiska ljuset (bambara: Yeelen) är en malisk film från 1987 i regi av Souleymane Cissé. Filmen vann jurypriset vid filmfestivalen i Cannes 1987.
Det magiska ljuset var Cissés fjärde långfilm och inspirerades av de mandetalande folkens muntliga traditioner. Dess franska finansiering gjorde att han hamnade i fängelse.

## Handling
Filmen utspelar sig under Malirikets tid och följer den unge mannen Nianankoro som jagas av sin far, magikern Somo. Med sin mors hjälp ger sig Nianankoro ut på en resa för att undkomma fadern och söka hjälp hos sin farbror. På vägen blir han anklagad för stöld av en rivaliserande stam men släpps fri efter att han hjälp dem skrämma bort deras fiender. Han tvingas lämna stammen tillsammans med Attu, kungens yngsta hustru, efter att de låtit sina lustar ta över när Nianankoro skulle bota hennes infertilitet.
De kommer fram till farbrodern som ger Nianankoro en relik som han tar med sig för att konfrontera sin far. Han försöker resonera med fadern men denne kan inte gå med på att dela med sig av sina kunskaper och sin makt utan använder istället sin magi. Det gör även Nianankoro och de två dödas av den magiska kraften och landet kring dem förvandlas till sand. Flera år senare kommer Attu och hennes unge son till platsen och gräver fram två klot. Sonen tar sin fars klot och hon ger honom reliken och tillsammans går de därifrån.

## Medverkande
| Issiaka Kane         | – Nianankoro, sonen                 |
| Aoua Sangare         | – Attu, den unga kvinnan            |
| Niamanto Sanogo      | – Soma, fadern / Djigui, tvillingen |
| Balla Moussa Keïta   | – Rouma Boll, kung av Peul          |
| Soumba Traoré        | – Mah, modern                       |
| Ismaila Sarr         | – Bofing, farbrodern                |
| Youssouf Tenin Cissé | – Attus lille son                   |
| Koke Sangare         | – Komo-hövdingen                    |